# Tamta Melaschwili

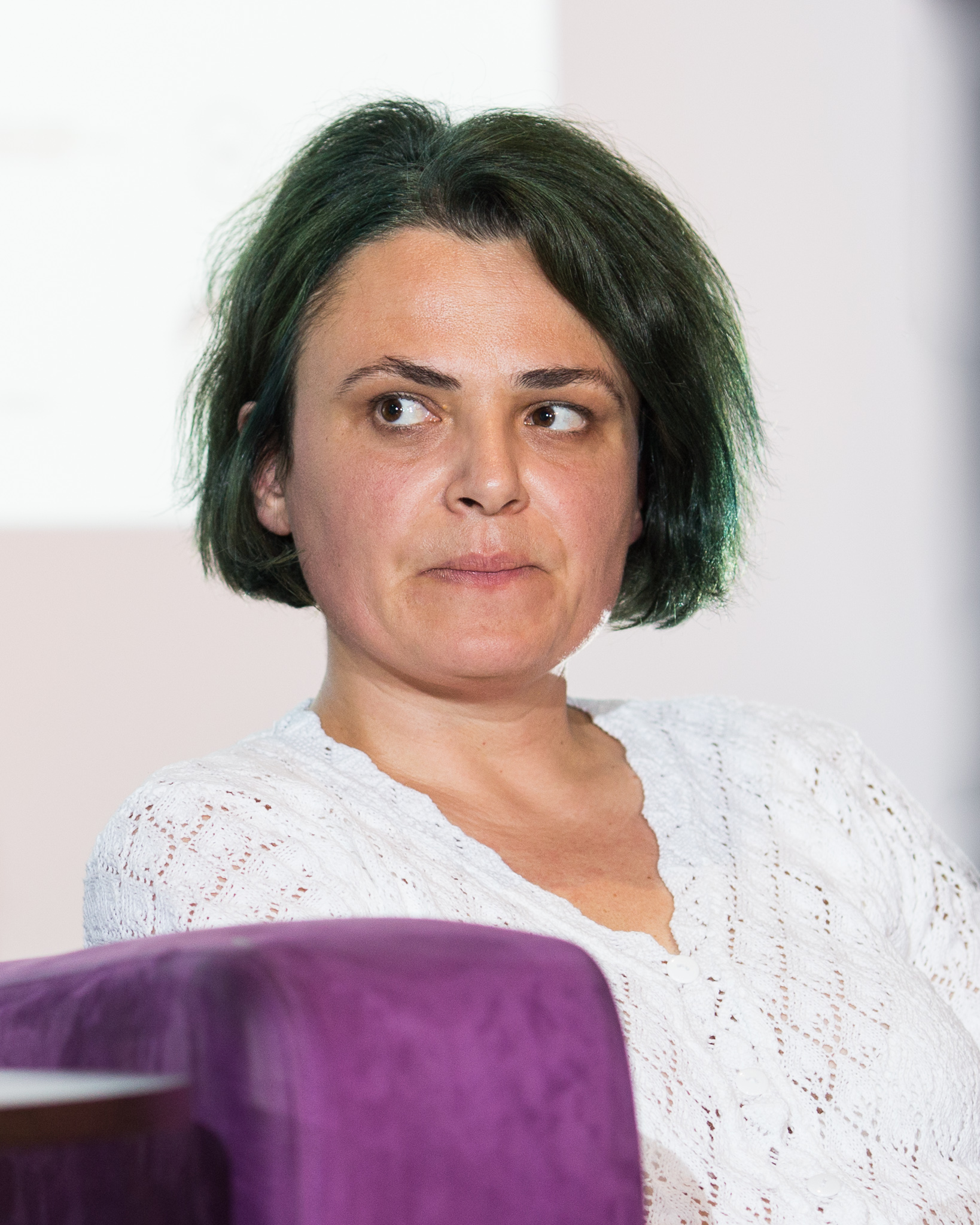
Tamta Melashvili, 2017

Tamta Melaschwili (georgisch თამთა მელაშვილი; * 1979 in Ambrolauri, Ratscha-Letschchumi und Niederswanetien) ist eine georgische Schriftstellerin.

## Leben
Tamta Melaschwili kam 1979 in der im Nordwesten Georgiens gelegenen Stadt Ambrolauri zur Welt. Im Anschluss an ihren Schulabschluss lebte sie in Tiflis, wo sie ein Studium „Internationale Beziehungen“ begann, welches sie jedoch abbrach. Anschließend zog sie für ein Jahr nach Deutschland, erlebte dort am eigenen Leib, was es heißt, Migrantin zu sein und begann darüber zu schreiben. Ein danach begonnenes Studium „Gender Studies“ an der Budapester Central European University konnte sie 2008 abschließen.
Eine ihrer ersten Publikationen handelt von weiblicher Migration (Georgian Women in Germany – Empowerment through Migration? Empowering Aspects of Female Migration. Saarbrücken 2009). Ihr Roman Abzählen erhielt 2013 den Deutschen Jugendliteraturpreis. 2014 wurde er in einer Theaterfassung von Konradin Kunze am Theater Bremen uraufgeführt. Ein neuer Roman von Tamta Melaschwili erschien 2020 in Georgien.
Zurzeit befindet sich ihr Wohnsitz in Georgien, wo sie sich für Frauen- und Genderfragen engagiert. Von Dezember 2014 bis Mai 2015 weilte Tamta Melaschwili als Writer in Residence des Literaturhauses Zürich und der Stiftung PWG in Zürich.

## Werke
- Abzählen: Roman. Unionsverlag, Zürich 2012, ISBN 978-3-293-00439-9.
- Techno der Jaguare: Neue Erzählerinnen aus Georgien. Frankfurter Verlagsanstalt, Frankfurt am Main 2013, ISBN 978-3-627-00192-6.
- Amsel, Amsel, Brombeerbusch: Roman. Kolchis Verlag und Reisen AG, Remetschwil 2023, ISBN 978-3-907292-18-1

## Auszeichnungen
- 2013: Deutscher Jugendliteraturpreis für Abzählen